# Rosa 'Dean Collins'
'Dean Collins' (el nombre del obtentor registrado de 'Dean Collins'® ), es un cultivar de rosa que fue conseguido en California en 1953 por el rosalista estadounidense Lammerts.

## Descripción
'Dean Collins' es una rosa moderna cultivar del grupo Grandiflora.
El cultivar procede del cruce de 'Charlotte Armstrong' x 'Floradora'.
Las formas arbustivas del cultivar tienen porte erguido y alcanza de 90 a 120 cm de alto con 90 a 120 cm de ancho. Las hojas son de color verde oscuro y semibrillante.
Sus delicadas flores de color rosa profundo. Fragancia ligera. Rosa de diámetro medio de 4". Grandes, completos. La flor con forma amplia, muy doble de 38 a 40 pétalos, generalmente en flor solitaria. En pequeños grupos, capullos altos centrados, floración en forma de copa. 
Florece en oleadas a lo largo de la temporada. Primavera o verano son las épocas de máxima floración, si se le hacen podas más tarde tiene después floraciones dispersas.

## Origen
El cultivar fue desarrollado en California por el prolífico rosalista estadounidense Lammerts en 1953. 'Dean Collins' es una rosa híbrida diploide con ascendentes parentales de 'Charlotte Armstrong' x 'Floradora'.
El obtentor fue registrado bajo el nombre cultivar de 'Dean Collins'® por Lammerts en 1953 y se le dio el nombre comercial de exhibición 'Dean Collins'™.
También es reconocida por el sinónimo de 'PP1279'
- La rosa fue creada por Lammerts en Armstrong Nurseries, California antes de 1953 e introducida en el resto de los Estados Unidos por "Germain's (Germain Seed & Plant Co.)" en 1953 como 'Dean Collins'.[1]
- La rosa 'Queen Elizabeth' fue introducida en Estados Unidos con la patente "United States - Patent No: PP 1,259 on 23 Feb 1953".[1]

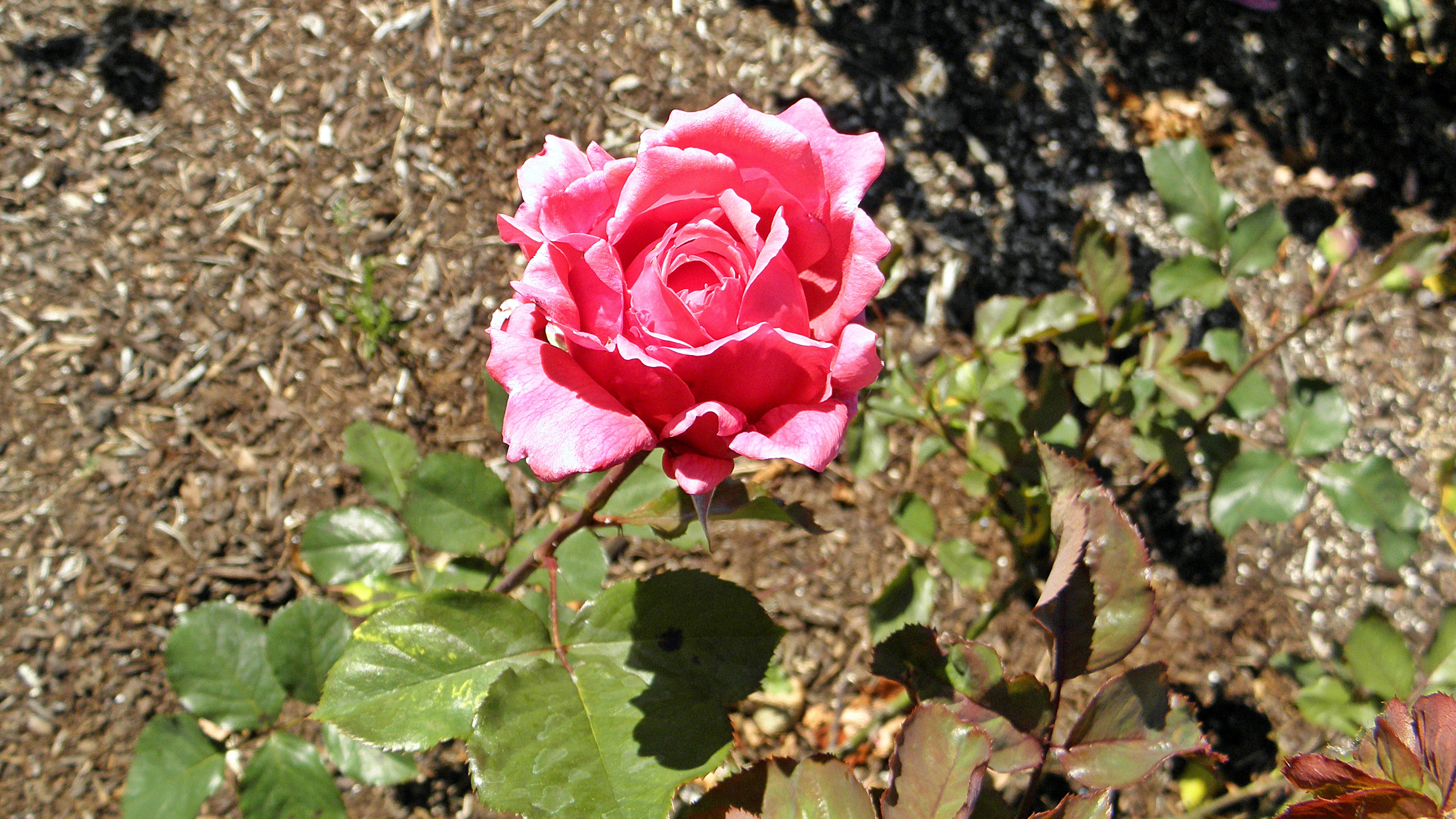
'Dean Collins'
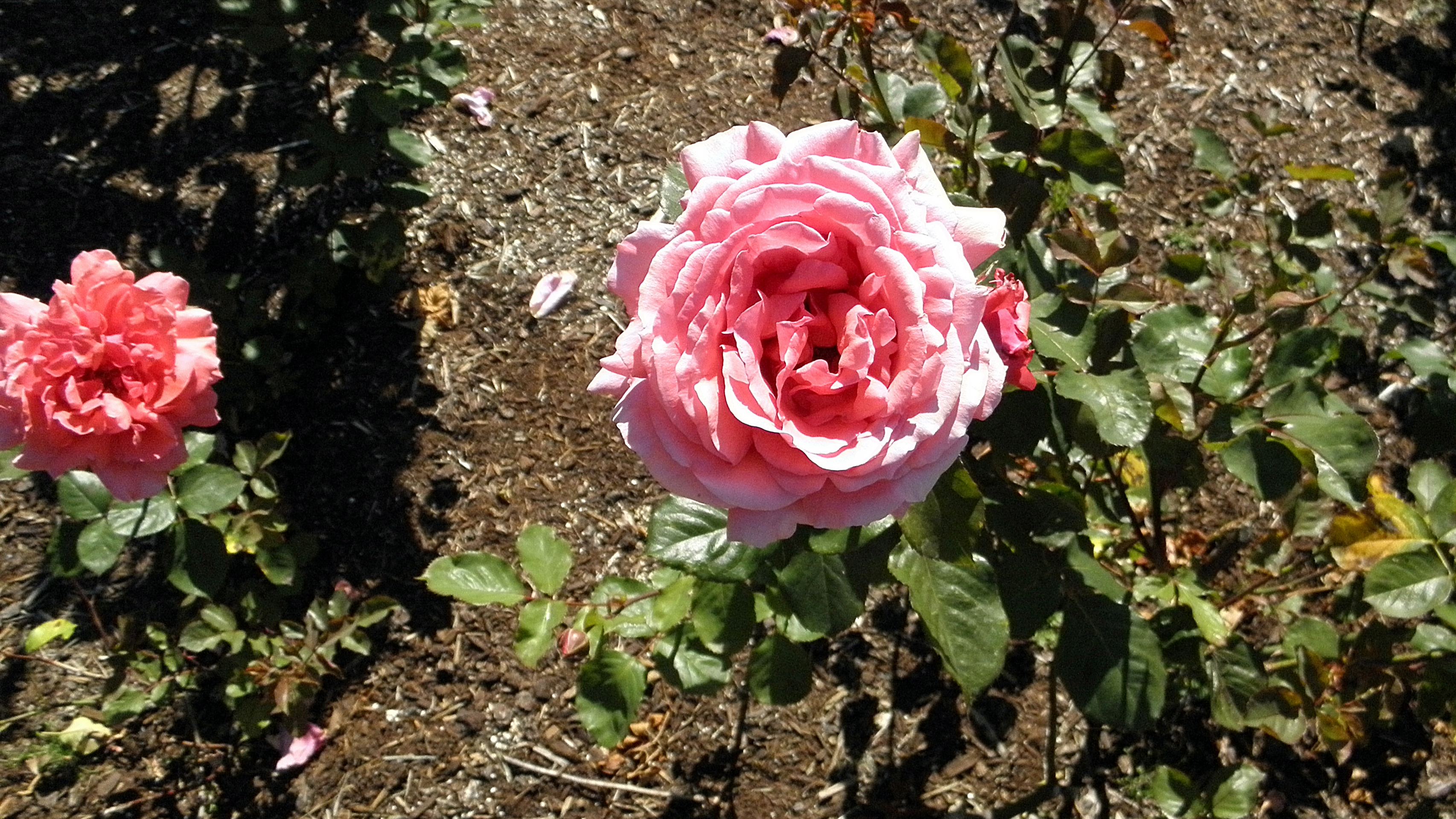
'Dean Collins'

## Cultivo
Aunque las plantas están generalmente libres de enfermedades, es posible que sufran de punto negro en climas más húmedos o en situaciones donde la circulación de aire es limitada.
Las plantas toleran la sombra, a pesar de que se desarrollan mejor a pleno sol. En América del Norte son capaces de ser cultivadas en USDA Hardiness Zones 5b a 9b. La resistencia y la popularidad de la variedad han visto generalizado su uso en cultivos en todo el mundo.
Puede ser utilizado para las flores cortadas, jardín o columnas. Vigorosa. En la poda de primavera es conveniente retirar las cañas viejas y madera muerta o enferma y recortar cañas que se cruzan. En climas más cálidos, recortar las cañas que quedan en alrededor de un tercio. En las zonas más frías, probablemente hay que podar un poco más que eso. Requiere protección contra la congelación de las heladas invernales.

## Obtentoresyvariedadesderivadas
Debido a las características deseables de la rosa 'Dean Collins', se ha utilizado como ascendente parental en cruces con otras variedades para conseguir híbridos obtentores de nuevas rosas, así:

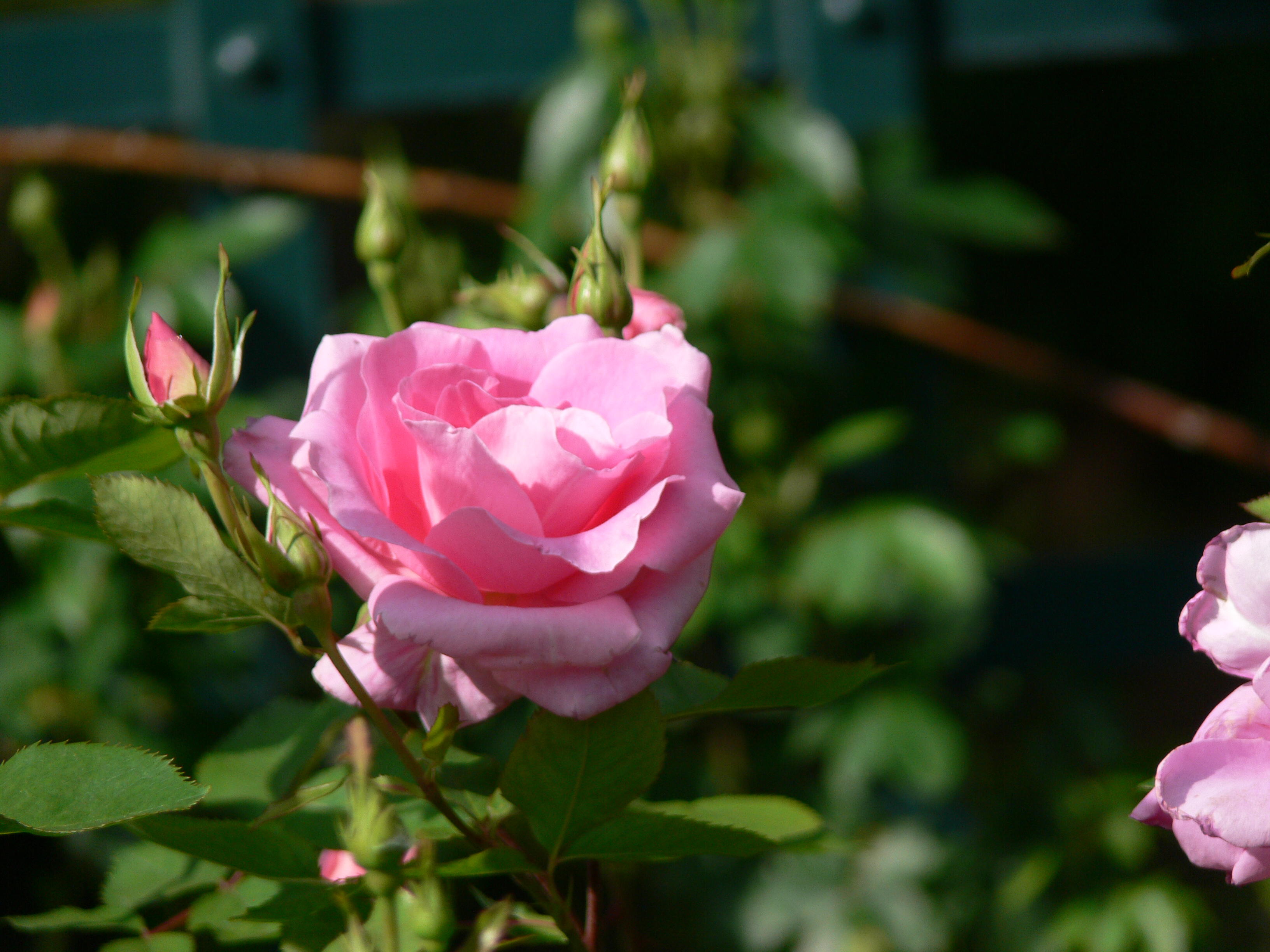
'Carefree Beauty', Buck 1977. Rosa híbrido de cruce con ascendentes parentales de Semillas: 'Applejack' x [ ('Dean Collins' x 'Queen Elizabeth') x ('Independence' x 'Improved Lafayette') ] Polen: 'Prairie Princess'